# Fritz Reinhardt

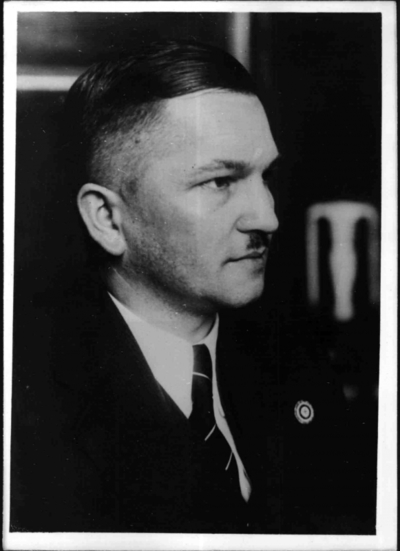
Fritz Reinhardt

Friedrich Rudolph (Fritz) Reinhardt (3 de Abril 1895 – 17 de Junho 1969) foi um oficial do Partido Nacional-Socialista (NSDAP) e o mais notável secretário de estado do ministério de finanças alemão durante o governo do III Reich.

## Primeiros anos de vida
Filho de um encadernador, Reinhardt nasceu em Ilmenau. Ele estudou o ensino médio em Ilmenau, estudou comércio e troca, e trabalhou em um negócio na Alemanha e em países estrangeiros. Com a eclosão da Primeira Guerra Mundial, Reinhardt estava em Riga, Letônia, e foi internado por forças russas. Ele acabou perdendo o tempo da guerra em um campo de internamento na Sibéria, como um inimigo estrangeiro, somente retornando à Alemanha em 1918. Em 1919 ele se tornou o diretor da Escola Comercial da Turíngia (Thüringische Handelsschule), e o chefe da Academia de Economia e Taxação. Em 1922, ele trabalhou como administrador de impostos no Escritório de Finanças Estadual da Turíngia. Em 1924, ele fundou a primeira Escola de Troca e Correspondência Alemã (Fernhandelschule) e se tornou seu diretor. 

## Carreira no Partido Nacional-Socialista
Reinhardt foi membro do "Deutsch-Volkischen Bund", uma organização nacionalista, em 1923 ele entrou no Partido Nacional-Socialista após ele ter sido banido após o Putsch da cervejaria. Entrando novamente no novo refundado Partido em 23 de outubro de 1925 (Membro número 45959) Reinhardt rapidamente estabeleceu uma carreira com seu talento para falar e conhecimento de sistemas econômicos e de impostos. Em 1926, ele se torna "Ortsgruppenleiter" (líder local do grupo) em Herrsching, em 1927 o  "Bezirksleiter" (líder de distrito) na Alta Bavária do Sul, e no 1 de junho de 1928 ele foi nomeado Gauleiter da Alta Bavária-Suábia. No primeiro de Outubro, o Gau foi resignado à Alta Bavária quando Suábia se separou do Gau sob Karl Wahl. Em 1928 Reinhardt estabeleceu o Curso por Correspondência para os oradores do Partido na Fernhandelschule. De 1929 a 1933, Reinhardt foi o líder da  Rednerschule, a escola de treinamentos oficial Nacional-Socialista para oradores do Partido em Herrsching, e cerca de 6000 membros do partido receberam eventualmente treinamento propagandístico ali.
Em setembro de 1930, Reinhardt se torna membro do Reichtag pelo 24º círculo eleitoral (Alta Bavaria-Suábia). Ele tomou lugar de liderança no NSDAP nas questões financeiras, servindo como chefe da facção do Partido Nacional-Socialista no comitê orçamentário e o comitê de débito do Reich no Reichstag. Em 1 de novembro de 1930, ele renunciou como Gauleiter da Alta Bavária devido suas outas altas cargas de trabalho, e foi sucedido por Adolf Wagner. Em 27 de abril de 1930 à 9 de dezembro de 1932, Reinhardt foi o chefe de departamento no escritório do Reichspropagandaleiter II  nos escritórios de liderança nacional do Partido na Casa Marrom em Munique. De 1931 à 1932 ele também trabalhou no Departamento de Organização do Reich II na administração do líder deputado Rudolf Hess. Nestes anos, ele serviu como chefe de economia representante da liderança do Partido como membro do Concílio Nacional de Economia. Em março de 1933 ele se tornou o primeiro deputado presidente do Reichstag do comitê orçamentário.

## Secretário de Estado
Em 1 de Abril de 1933, após o Nacional-Socialismo ascender ao poder, e junto da intervenção de Adolf Hitler, Reinhardt se tornou Secretário de Estado no Ministério de Finanças do Reich sob Johann Ludwig Graf Schwerin von Krosigk, sucedendo Arthur Zarden, que violou a política Nacional-Socialista, devido ser judeu. Reinhardt que manteve sua posição poderosa até o fim do regime em 1945. Na sua reunião inaugural em 3 de outubro de 1933, Reinhardt se tornou membro da Academia para Lei Alemã e no dia 17 de novembro foi feito membro de seu "präsidium" (Comitê Permanente) assim como Presidente de seu Comitê para Finanças e Leis de Impostos. De 1936 até 1942, ele também se tornou um membro do Concílio Geral do Plano de 4 Anos. 
Reinhardt pode contar no Partido Nacional-Socialista com o apoio do Hitler, que foi o que fez com que ele mantivesse sua posição de influência. Reinhard fez decisões sobre os impostos. Sob ele estavam as Escolas de Impostos e Alfândega - deita por ele em 1935 - e o "Zollgrenzschutz" (Serviço Alfandegário). Isso foi um dos componentes do programa feitos para diminuir o desemprego, que coletivamente foi também conhecido por "O Programa Reinhardt". Isso é mantido por alguns historiadores, particularmente na Alemanha, que Reinhardt deu o seu nome também para a "Operação Reinhard", embora estudos mais especializados após o seu termino associaram o nome deste programa ao nome de Reinhard Heydrich, primeiro chefe da RSHA. A confusão originou-se do fato de que Heydrich soletrou seu primeiro nome como Reinhardt ou Reinhard durante toda sua carreira nas SS. Isso evitou 
Sessão 1 (§1) do Ato de Reconciliação dos Impostos (Steueranpassungsgesetz) em outubro de 1934 remonta ao Reinhardt. Essa lei implementou a Weltanschauung Nacional-Socialista. Isso evitou numerosos, mudanças detalhadas de regulamentações individuais e implementou a ideologia Nacional-Socialista em um só golpe. No tempo que seguiu, uma série de mudanças e mais regulamentações e decisões contra os judeus levaram a assinatura de Reinhardt, por exemplo, a declaração de 1942 sobre o roubo de ouro de judeus expropriados e assassinados.
Ele foi publicado na  Deutsche Steuerzeitung (Jornal Fiscal Alemão) de 1934 até 1945 que, junto de todas as suas outras publicações, ele criou uma bibliografia obrigatória para todos os economistas.

## Desnazificação
Reinhardt foi capturado pelos Aliados em maio de 1945, e no dia 17 de junho de 1949 ele foi classificado como um Hauptschuldiger (literalmente "principal culpado") no processo de desnazificação e sentenciado a 4 anos de trabalho forçado preso. Em um recurso feito no fim de 1949, a sentença foi mantida. Mas sua pena foi reduzida para 3 anos. Mais tarde em 1950 a sentença foi definitivamente confirmada, mas o tempo de custódia de Reinhardt deveria ser contado em sua pena, o que fez com que ele fosse imediatamente libertado.
No processo judicial, Reinhardt defendeu a si mesmo como um gênio em economia que se limitava às finanças do Reich, que mitigou as penalidades que afligiram os judeus, e por outro lado teve de ceder às decisões dos outros ministros.

## Últimos anos
Reinhardt trabalhou como conselheiro fiscal na Alemanha Ocidental, mas por outro lado não foi visto em vida pública e morreu em Regensburg em 1969. Seu filho Dr. Klaus Reinhardt se tornou general em Bundeswehr.